# فيرنر زد. هيرش
فيرنر زد. هيرش هو اقتصادي ألماني، ولد في 10 يونيو 1920 في لينتس آم راين في ألمانيا، وتوفي في 10 يوليو 2009 في لوس أنجلوس في الولايات المتحدة بسبب سرطان البنكرياس.